# Större strålus
Större strålus (Chorosoma schillingii) är en insektsart som först beskrevs av Theodor Emil Schummel 1829.  Större strålus ingår i släktet Chorosoma, och familjen smalkantskinnbaggar. Enligt den finländska rödlistan är arten nära hotad i Finland. Arten är reproducerande i Sverige. Artens livsmiljö är torra gräsmarker.

## Bildgalleri

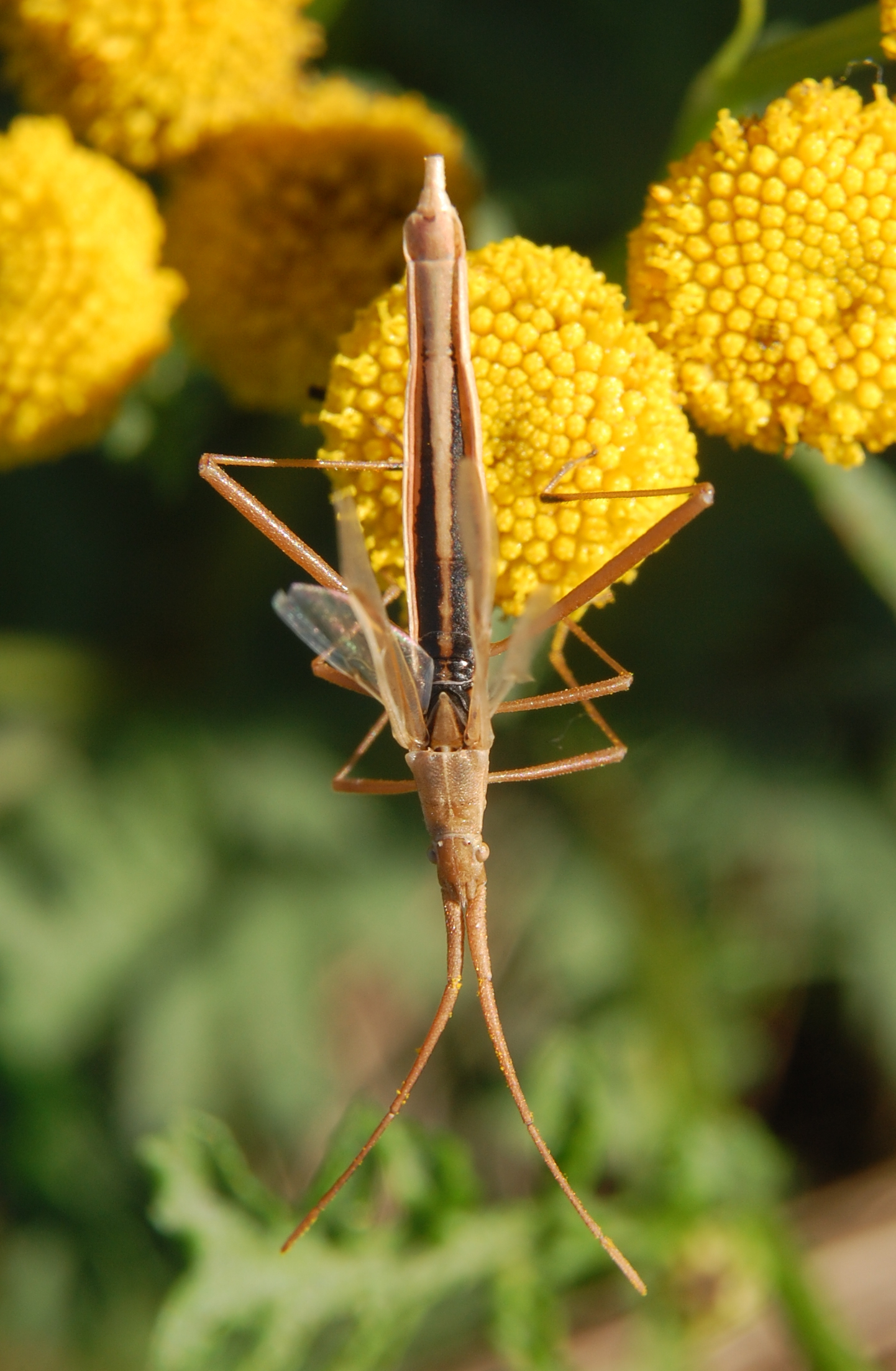
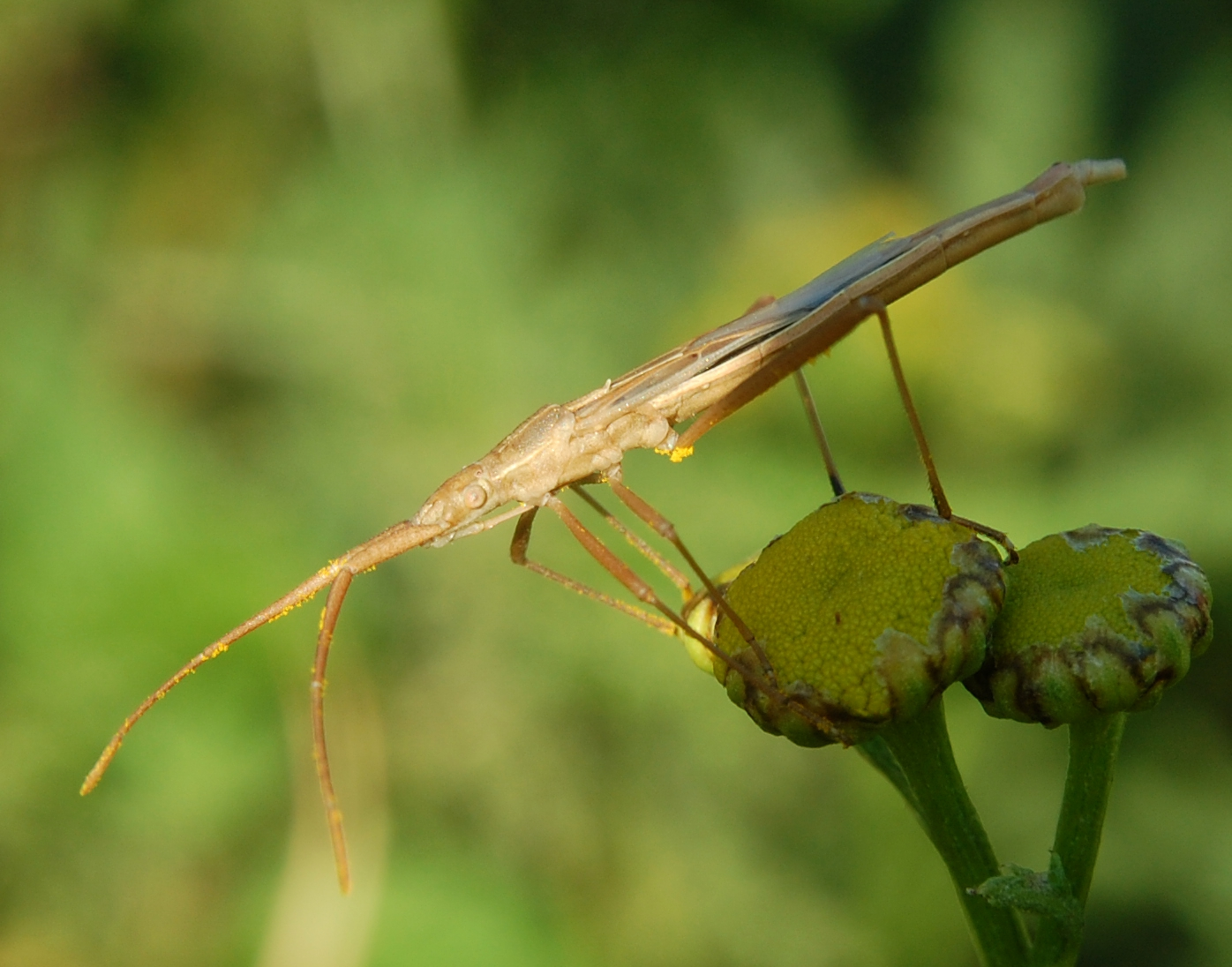
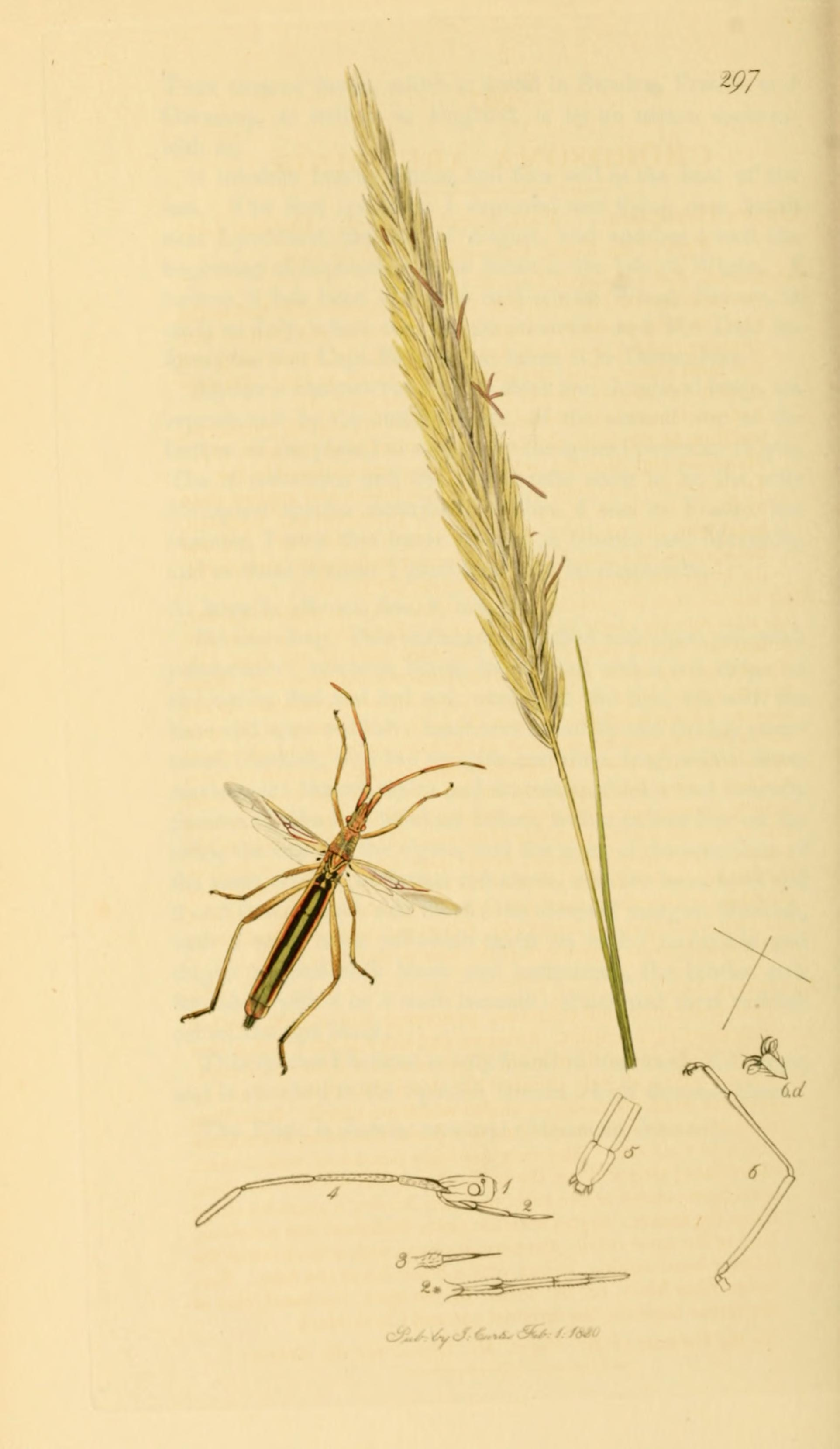